# Festival Fauna Primavera
El festival Fauna Primavera es un encuentro musical internacional que se realiza en Santiago de Chile desde 2011; en 2019 a tres meses de la fecha en que debería comenzar el evento, este fue cancelado; ese mismo año Fauna Producciones inició los trámites para declararse en quiebra.
Entre 2011 y 2019 tuvo 8 versiones, de las cuales 7 se celebraron en el Espacio Broadway de la comuna de Pudahuel; solo la 6.ª edición, de 2016, tuvo otros escenarios: el Espacio Centenario en avenida Las Condes (día) y Espacio Riesco (noche) en la comuna de Huechuraba. El festival reúne a distintos estilos musicales, pero principalmente fue conocido por ser uno de indie rock. Desde su debut se presentaron bandas con gran éxito a nivel mundial, como 2ManyDJs, Icona Pop, Morrissey, Empire of the Sun,  Phoenix, Iggy Azalea, Tame Impala y The Lumineers, entre otros.
Desde 2023, se lleva a cabo en el Parque Ciudad Empresarial de Huechuraba.

## Ediciones

### 2011
La primera versión del festival se realizó el sábado 5 de noviembre de 2011 en las piscinas del Espacio Broadway —ubicado en el km 16 de la Ruta 68, comuna de Pudahuel— y convocó a más de 6000 personas. Contó con un escenario internacional, un escenario nacional y un escenario de música electrónica denominado "Pool Party". El costo de este evento ascendió a 250 000 dólares.
| Round Table Knights | Mecánico                 | Rory Phillips            |
| RAC DJs             | Dënver                   | Jimmy Edgar              |
| Lo Fi Fnk           | Astro                    | Matenlo DJ Set           |
| !!!                 | Intimate Stranger        | Diegors                  |
| The Raveonettes     | MKRNI                    | Jacques Renault          |
| VHS or Beta         | Gepe + Fernando Milagros | Flight Facilities        |
| Uffie               | ESCDLCP                  | J.G. Reyes + J. Delpinao |
| Geneva Jacuzzi      | Protistas                | Tommy Disco              |
| Erika Spring        | Fakuta                   |                          |

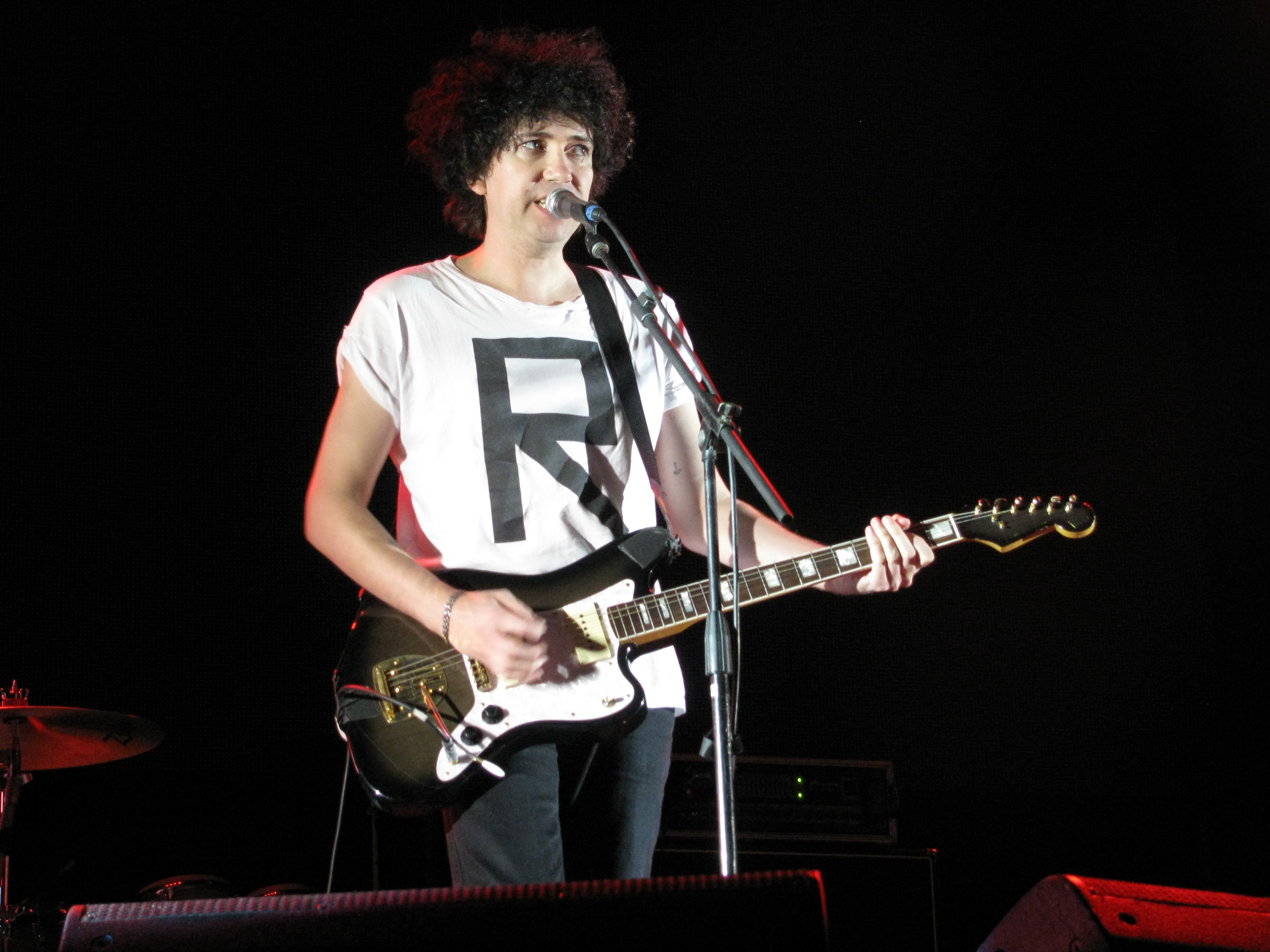
The Raveonettes
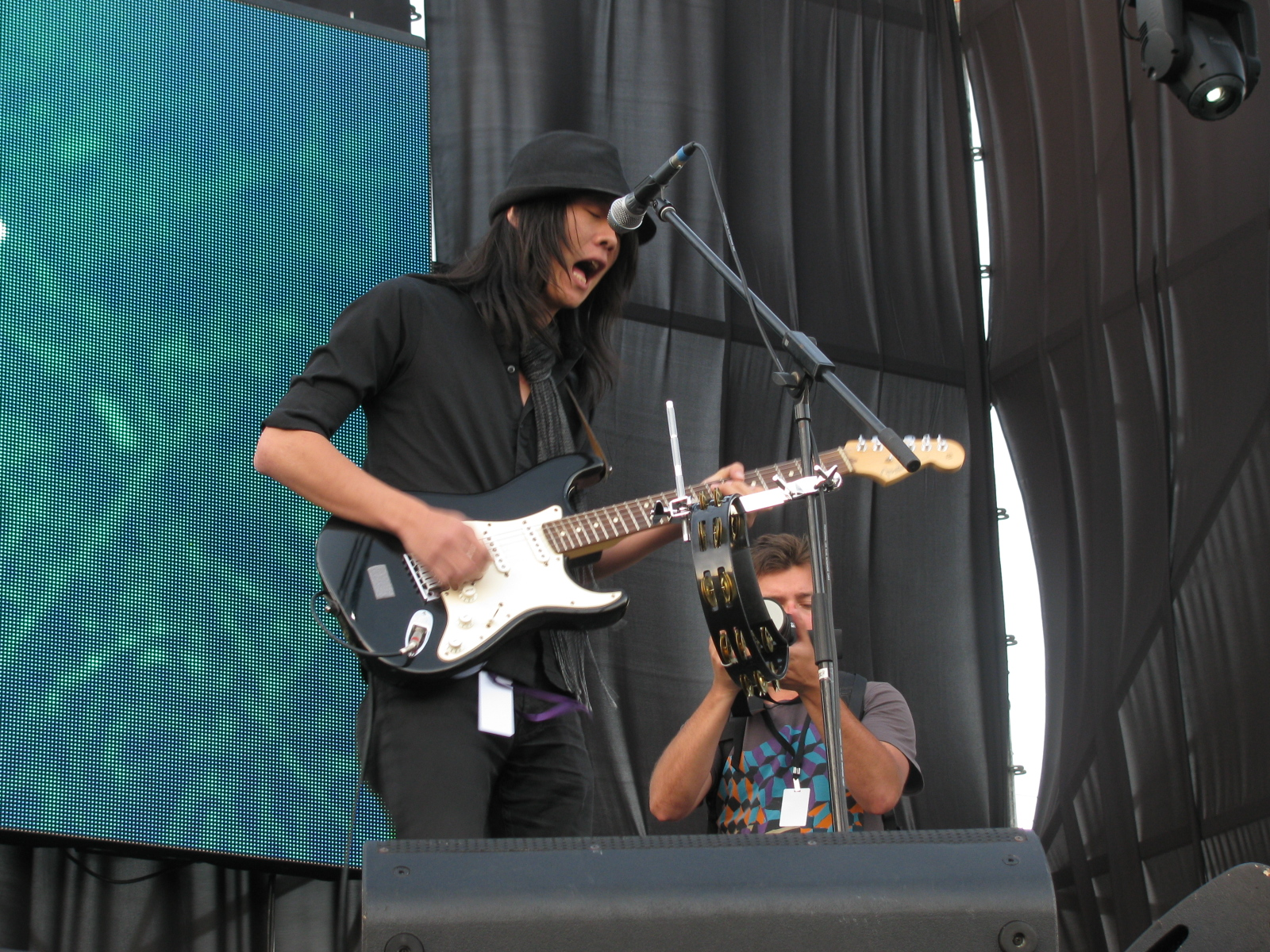
VHS or Beta

### 2012
Espacio Broadway, 24 de noviembre. En esta versión los tres escenarios fueron Virgin Mobile Stage, Red Bull Stage y Corona Light Pool Party. El costo de este evento fue de 1 250 000 dólares y tuvo una convocatoria de 10 000 personas.
| Pulp                     | Illya Kuryaki and the Valderramas | Seth Troxler               |
| Clap Your Hands Say Yeah | Bomba Estéreo                     | Kruz & Kunza               |
| Dinosaur Jr.             | Astro                             | Surtek Collective          |
| The Walkmen              | Francisca Valenzuela              | Aeroplane                  |
| José González            | Bonde Do Role                     | Lindstrom                  |
| Little Boots             | Alex Anwandter                    | Poolside DJ Set            |
| The Virgins              | Protistas                         | Goldroom                   |
| Poolside DJ Set          |                                   | Dicky Tristo & Pete Herber |
| Jorge González           |                                   | Daniel Klauser             |

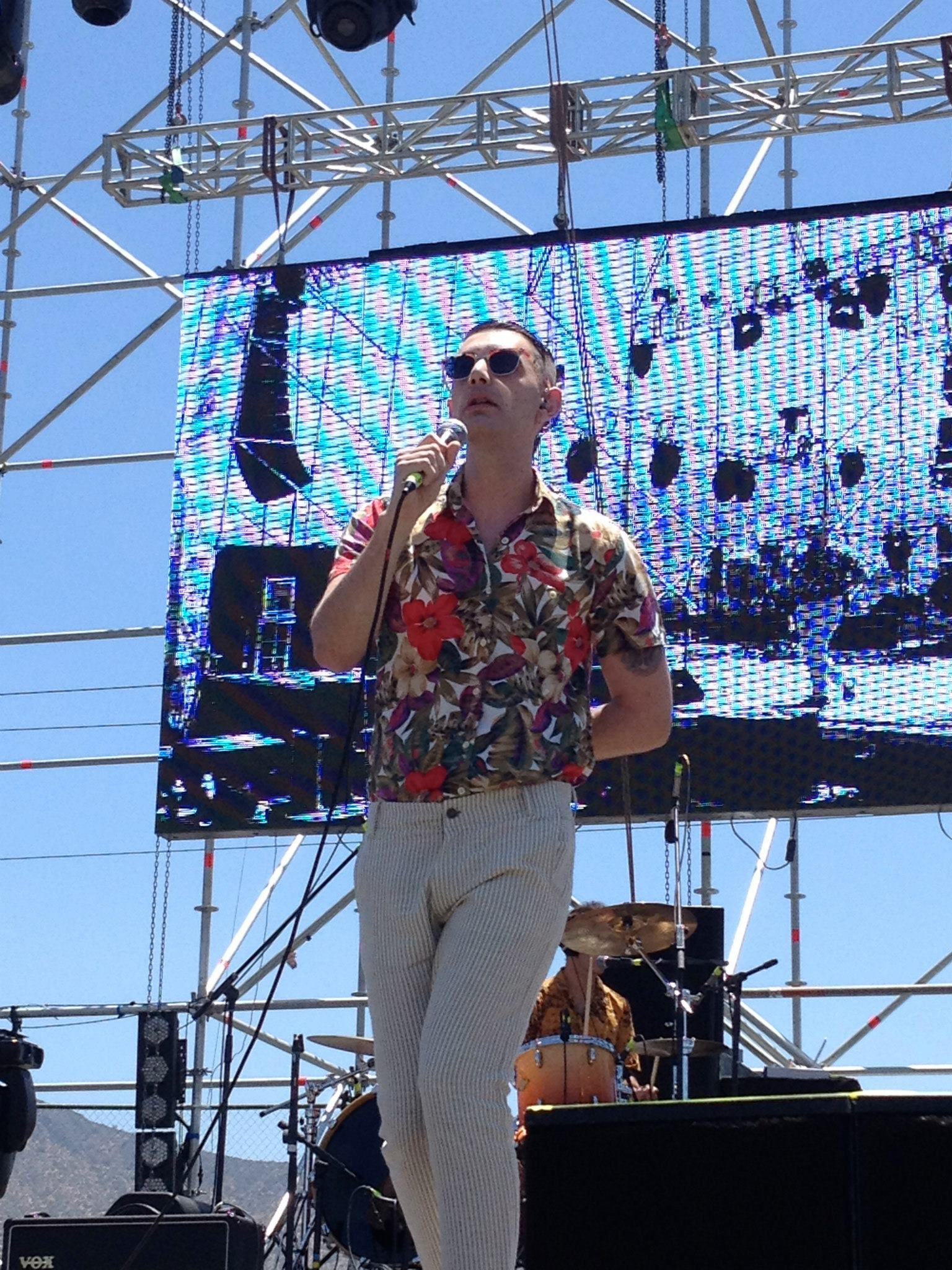
Álex Anwandter
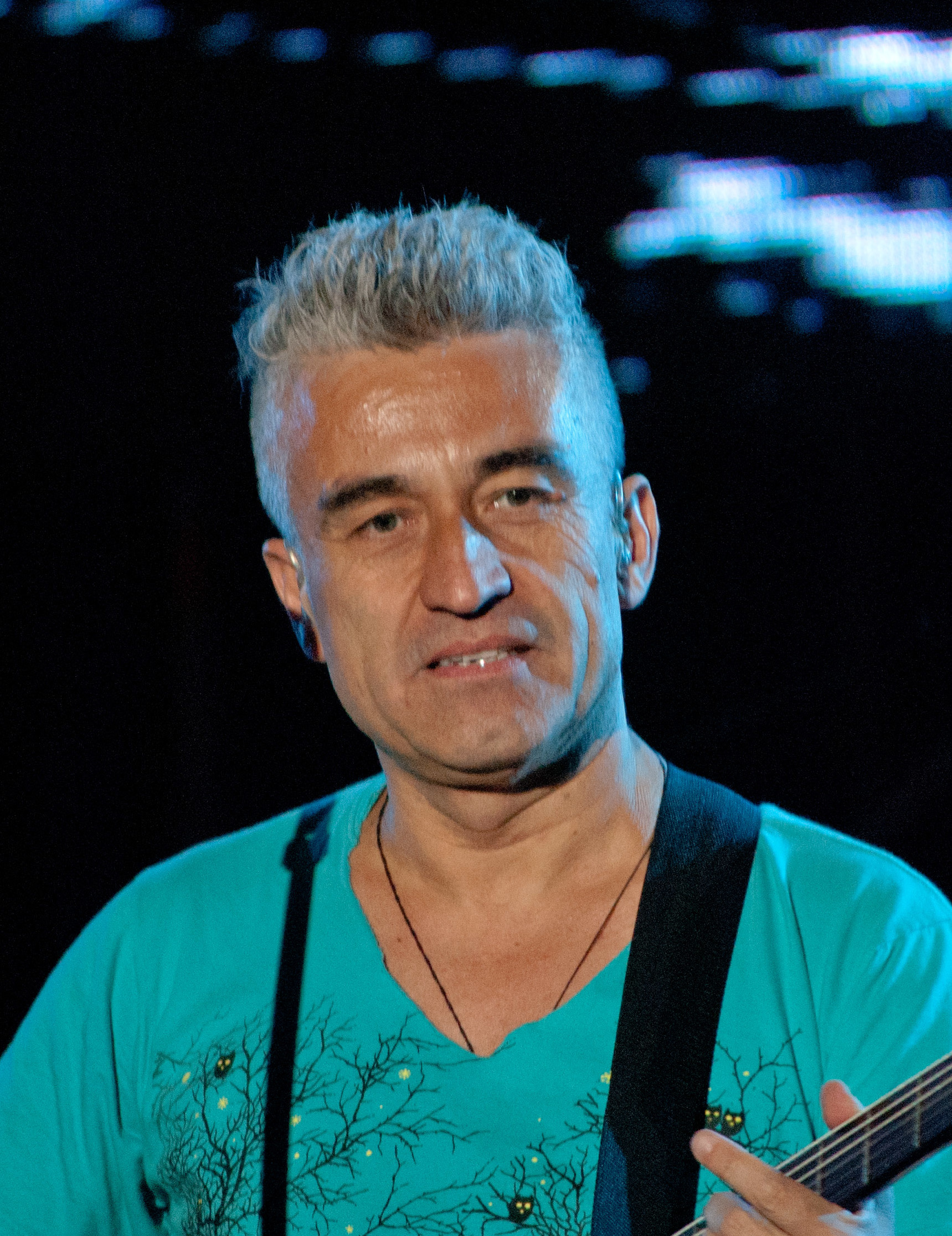
Jorge González
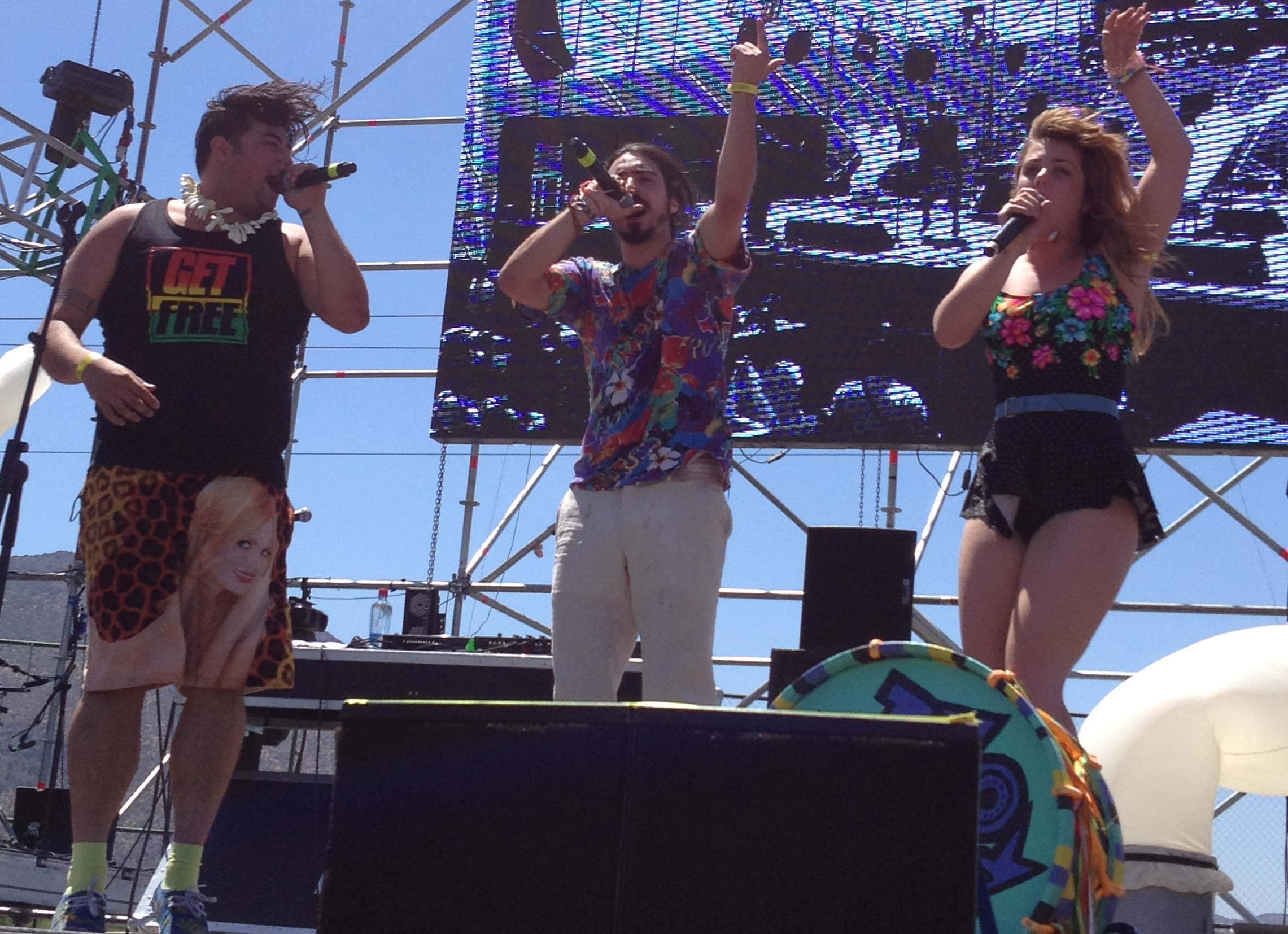
Bonde do Rolê (en)

### 2013
Espacio Broadway, sábado 23 de noviembre. La lista de artistas participantes fue anunciada el 29 de agosto de 2013, teniendo a la banda sueca The Cardigans como protagonista. Sin embargo, Fauna Producciones informó el 26 de septiembre que The Cardigans había cancelado su gira sudamericana y, por consiguiente, su presentación en Primavera Fauna. Días antes del evento, la banda Diiv también canceló su participación y el discjockey Breakbot lo hizo a horas de comenzar el festival. Se estima que al festival asistieron 8000 personas. Como es habitual, durante el evento hubo tres escenarios:
| Cut Copy         | CSS           | Ellen Alien                      |
| M.I.A            | Javiera Mena  | Alejandro Paz                    |
| Spiritualized    | Los Bunkers   | Djs Pareja                       |
| Devendra Banhart | Alex & Daniel | Matias Aguayo + Mostro (Aye Aye) |
| Solange          | Bomba Estéreo | Diegors                          |
| The Drums        | Coiffeur      | Daniel Maloso                    |
|                  | Prehistóricos | The Twelves                      |
|                  |               | Moon Boots                       |
|                  |               | Roman & Castro                   |
|                  |               | Diskosour                        |

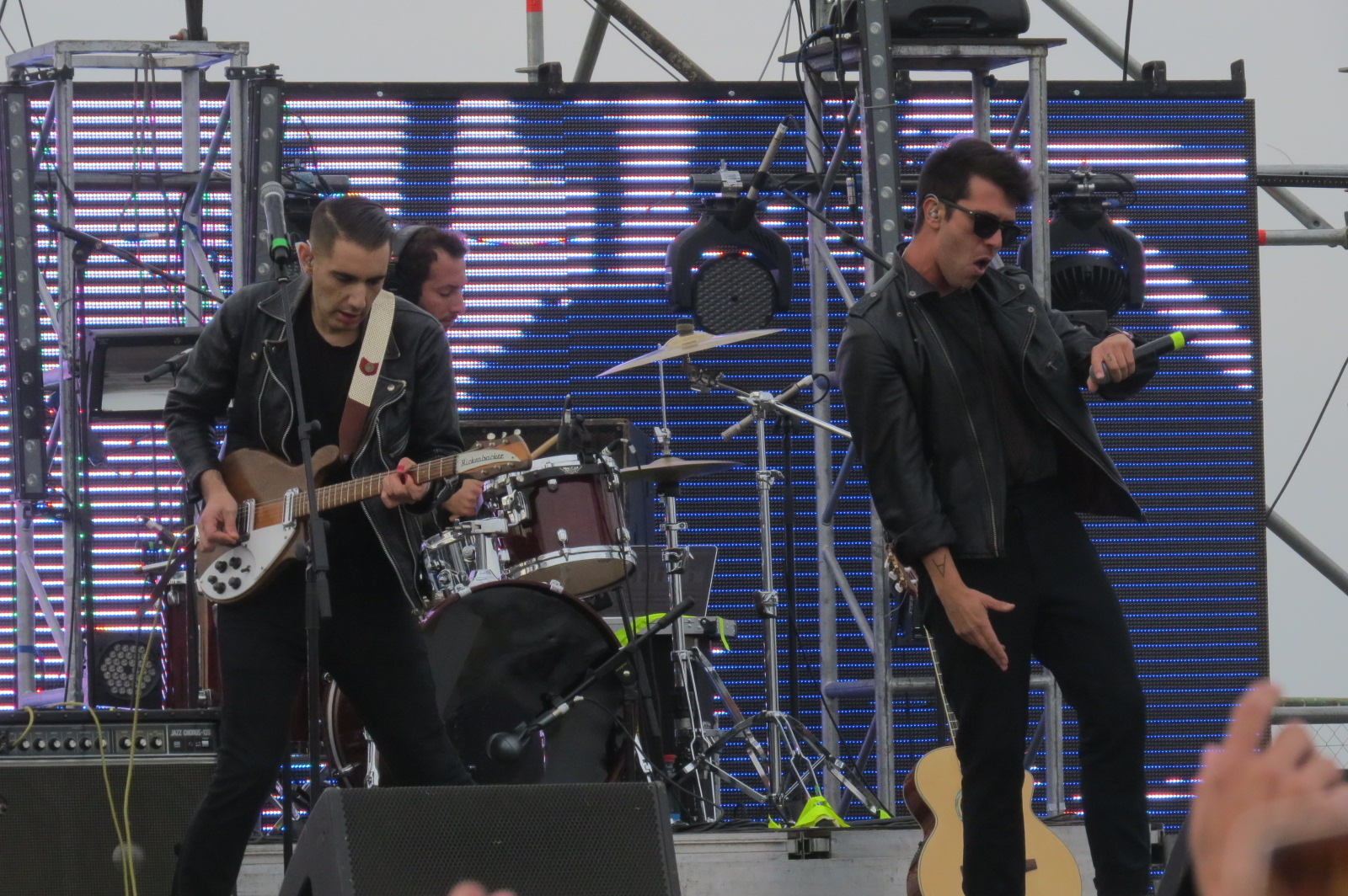
Alex & Daniel
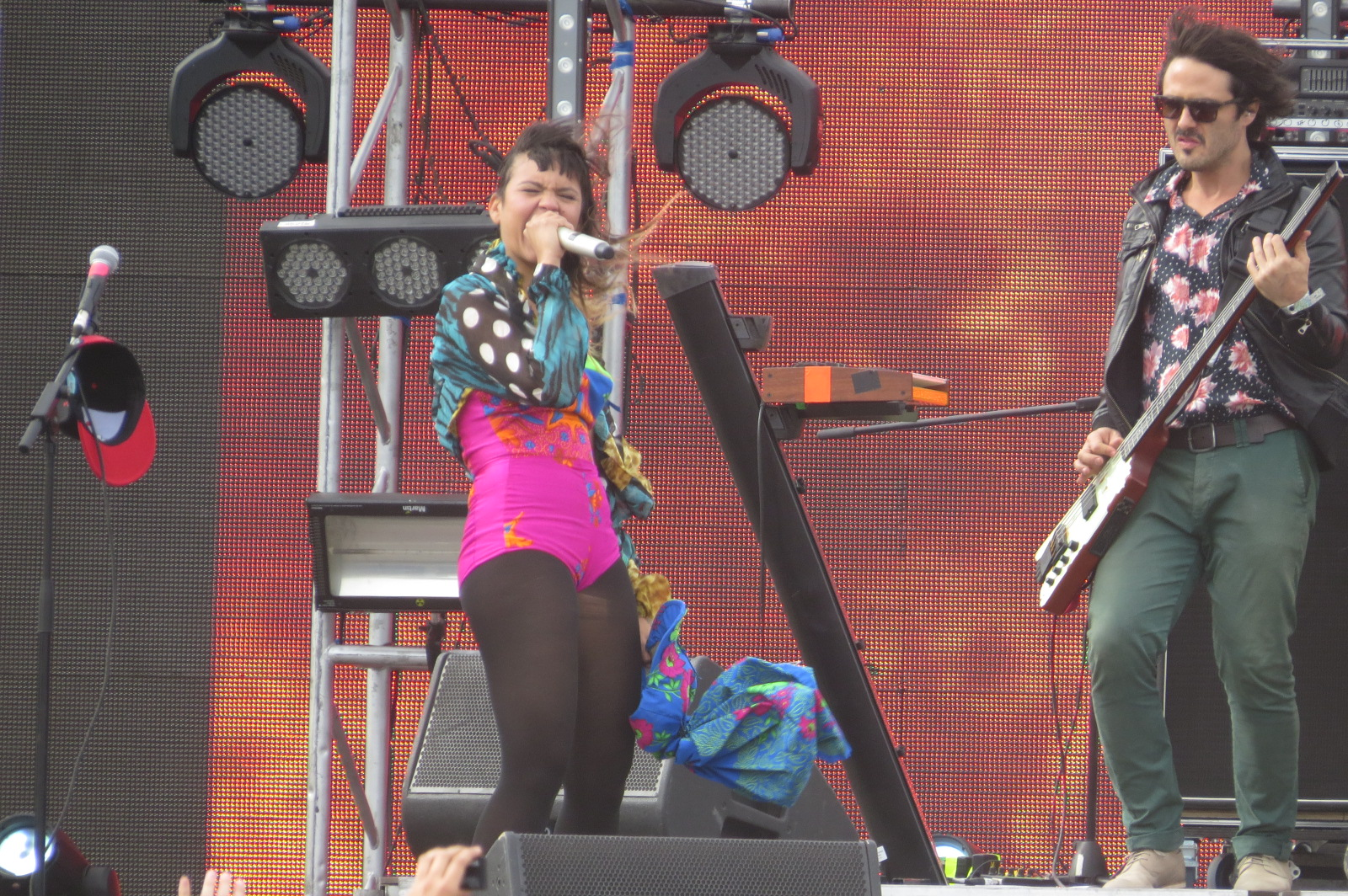
Bomba Estéreo
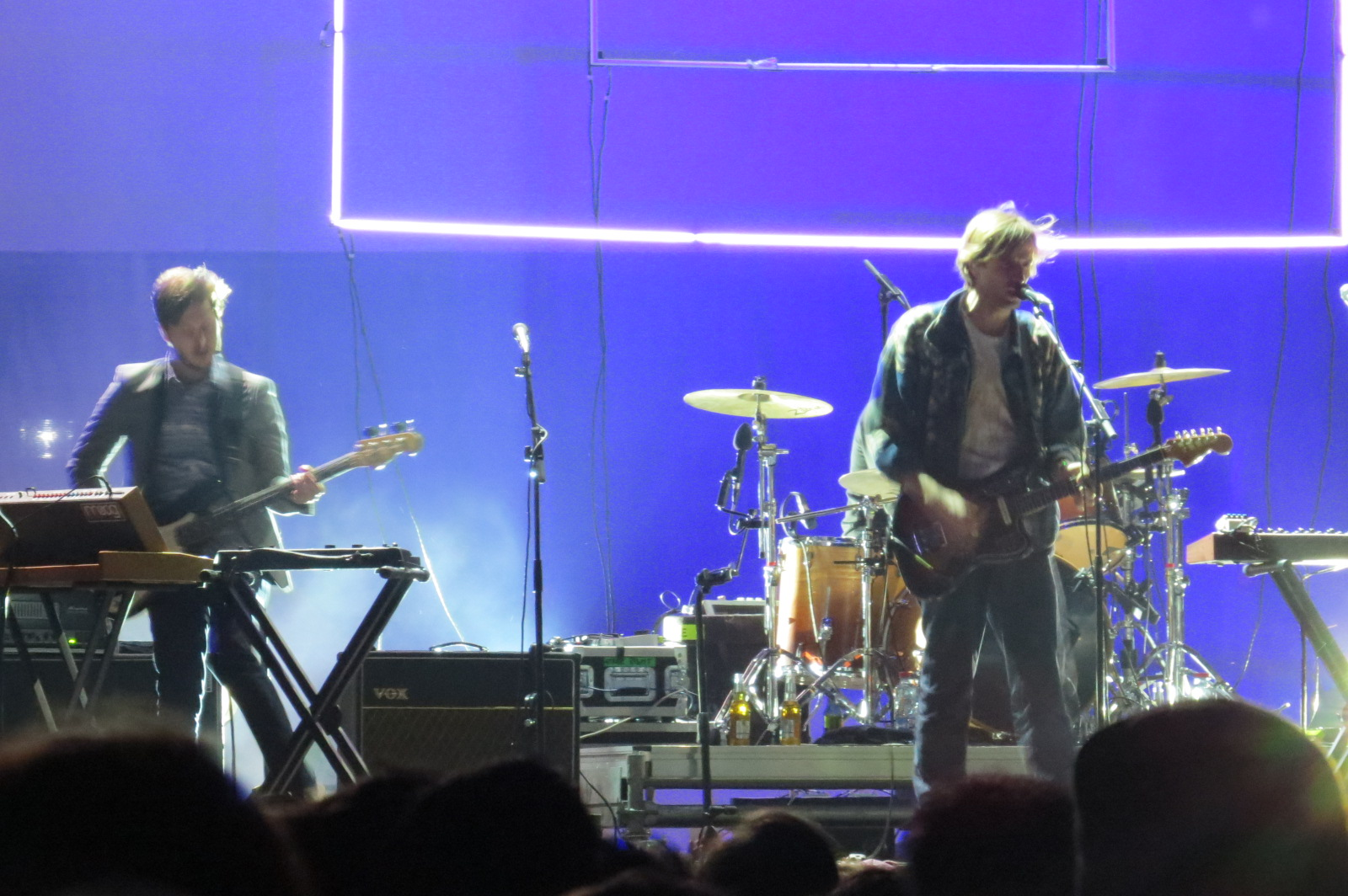
Cut Copy
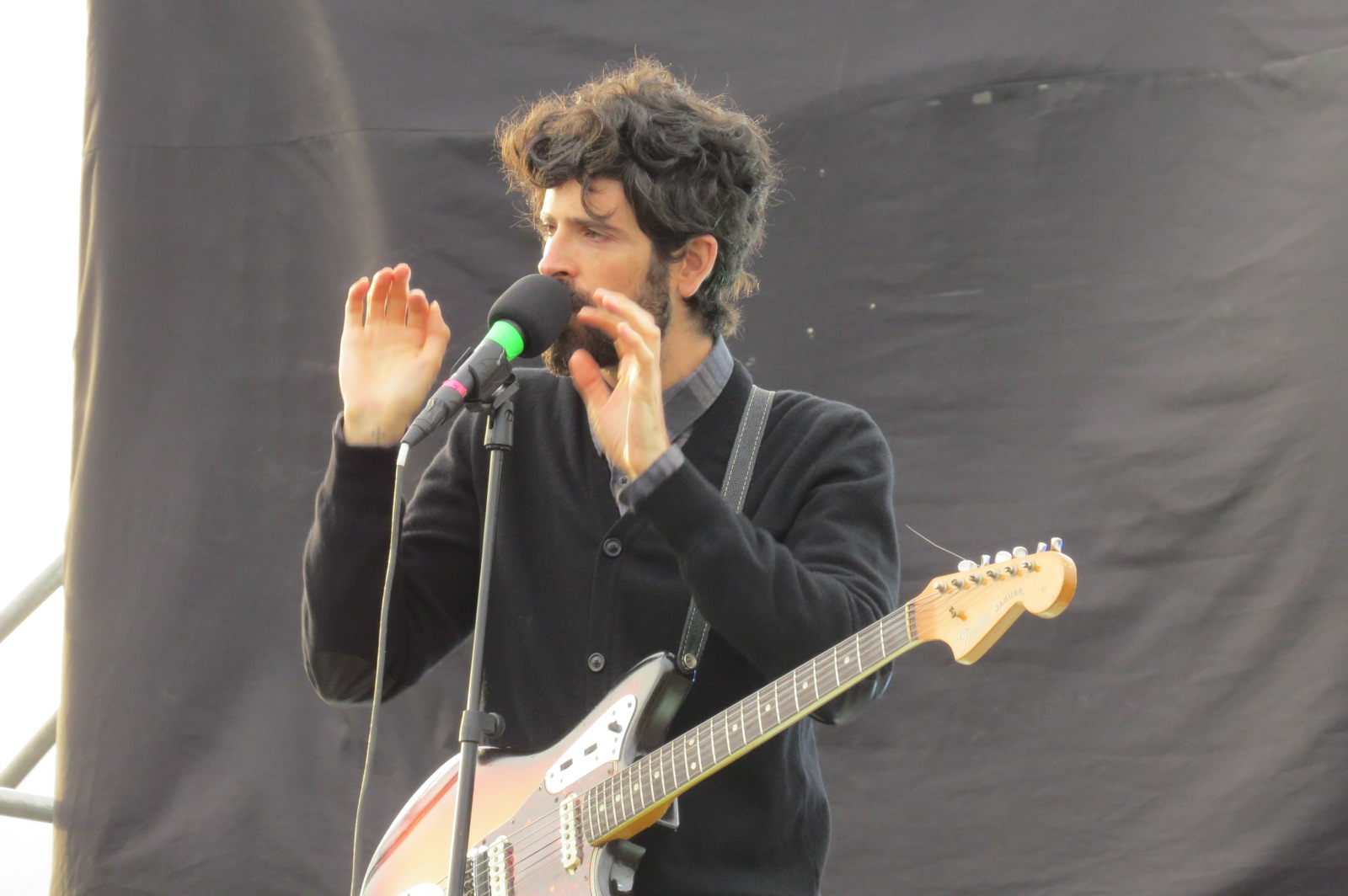
Devendra Banhart
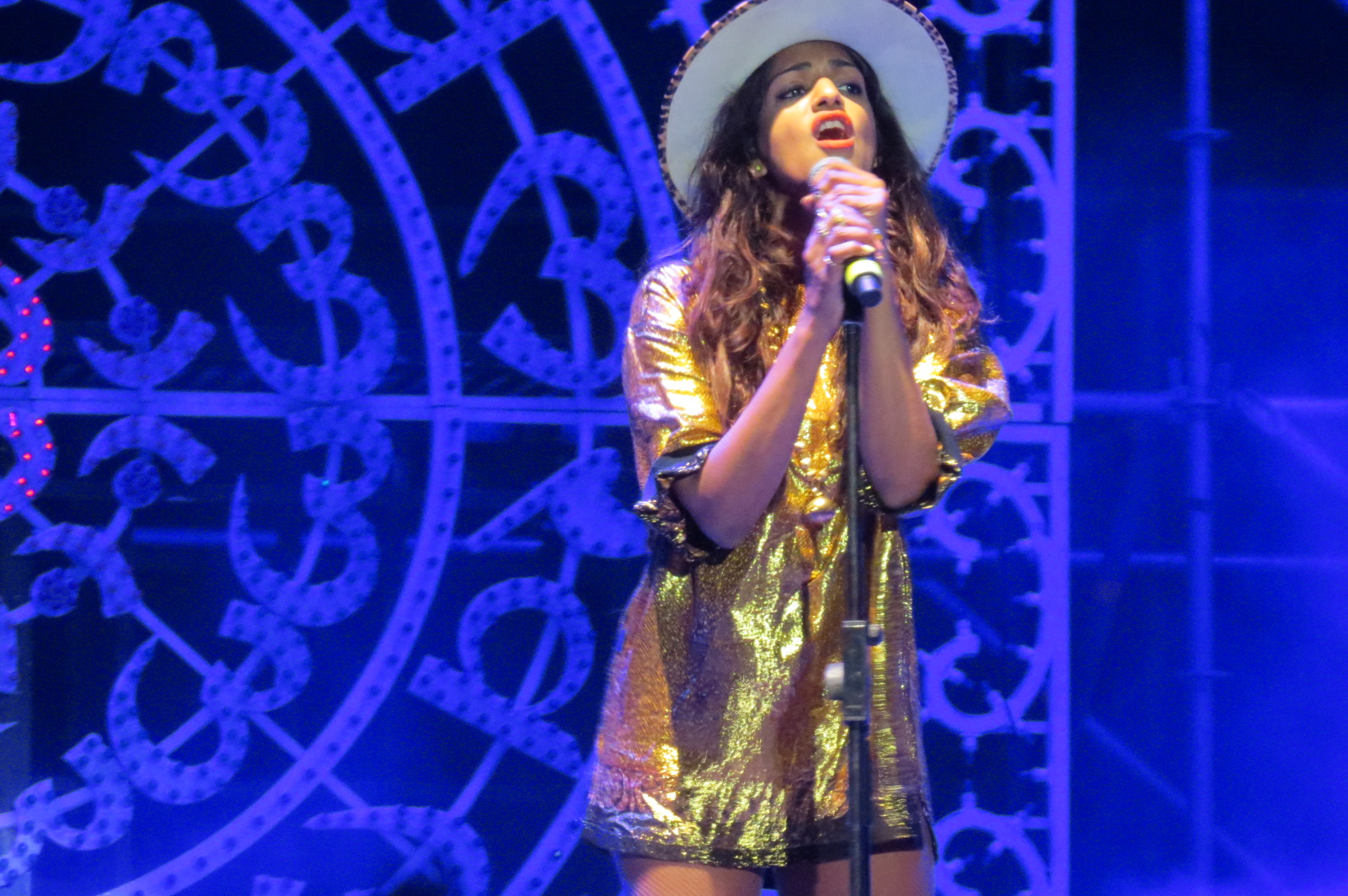
M.I.A

### 2014
Espacio Broadway, sábado 22 de noviembre. En esta edición, el festival tuvo cuatro escenarios y no tres como en las versiones pasadas. La lista de artistas se confirmó oficialmente el 2 de junio de 2014, pero el 12 de noviembre se anunció que la banda Beirut no estaría presente porque suspendieron su gira por Sudamérica.
| 2ManyDJs                  | Icona Pop      | Four Tet                  | Matanza           |
| Tame Impala               | The Lumineers  | Floating Points           | Electrodomésticos |
| Mogwai                    | Yann Tiersen   | Lee Foss + Anabel Englund | Astro             |
| Kakkmaddafakka            | Real Estate    | The 2 Bears               | Banda de Turistas |
| Erlend Øye & The Rainbows | Beach Fossils  | Maxxi Soundsystem         | Condor Jet        |
| Pond                      | Boogarins      | Daniel Klasuer            |                   |
|                           | Omar Souleyman | Niño Cohete               |                   |
|                           |                | Inti Kunza                |                   |
|                           |                | Graff                     |                   |

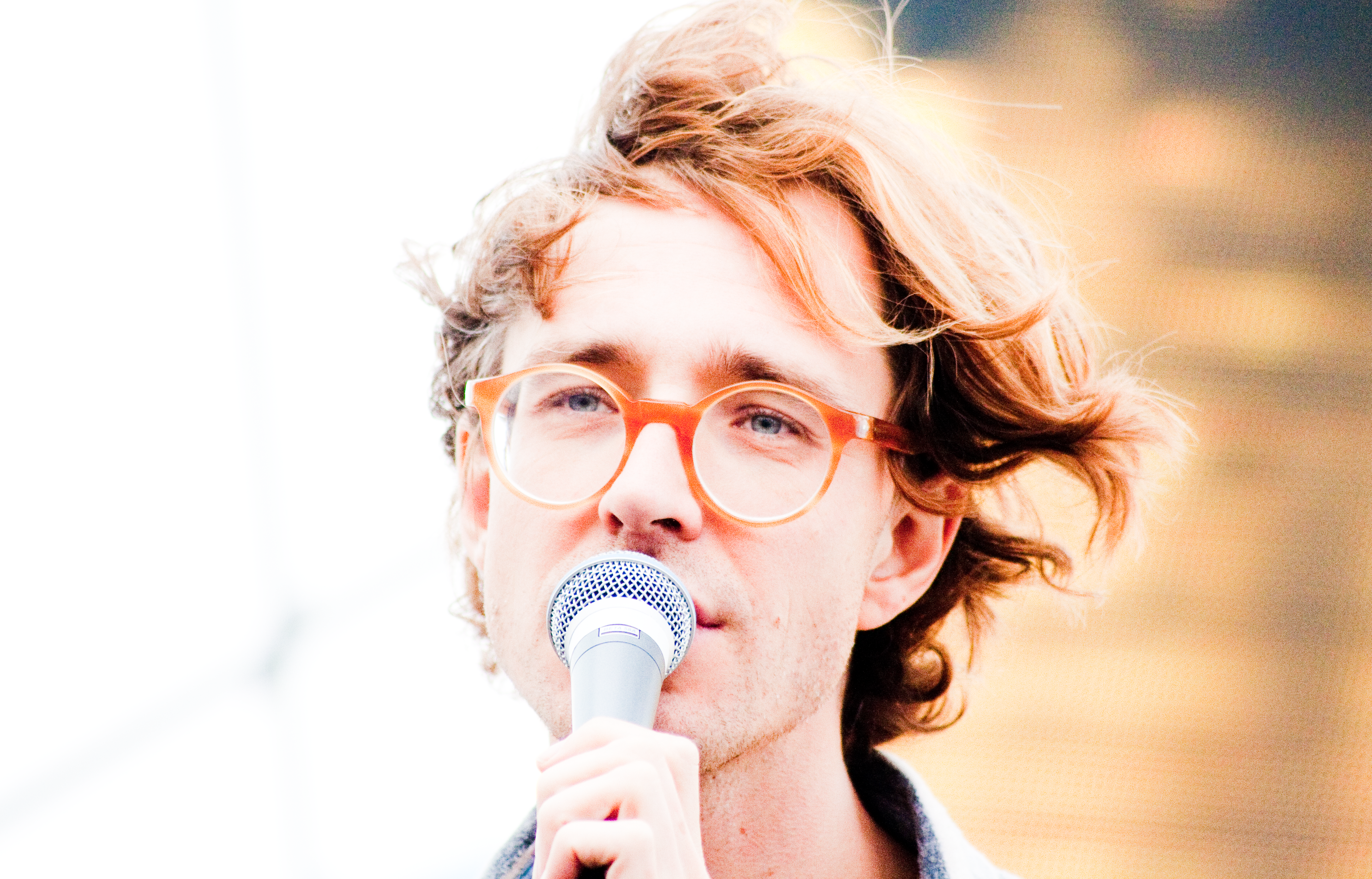
Erlend Øye
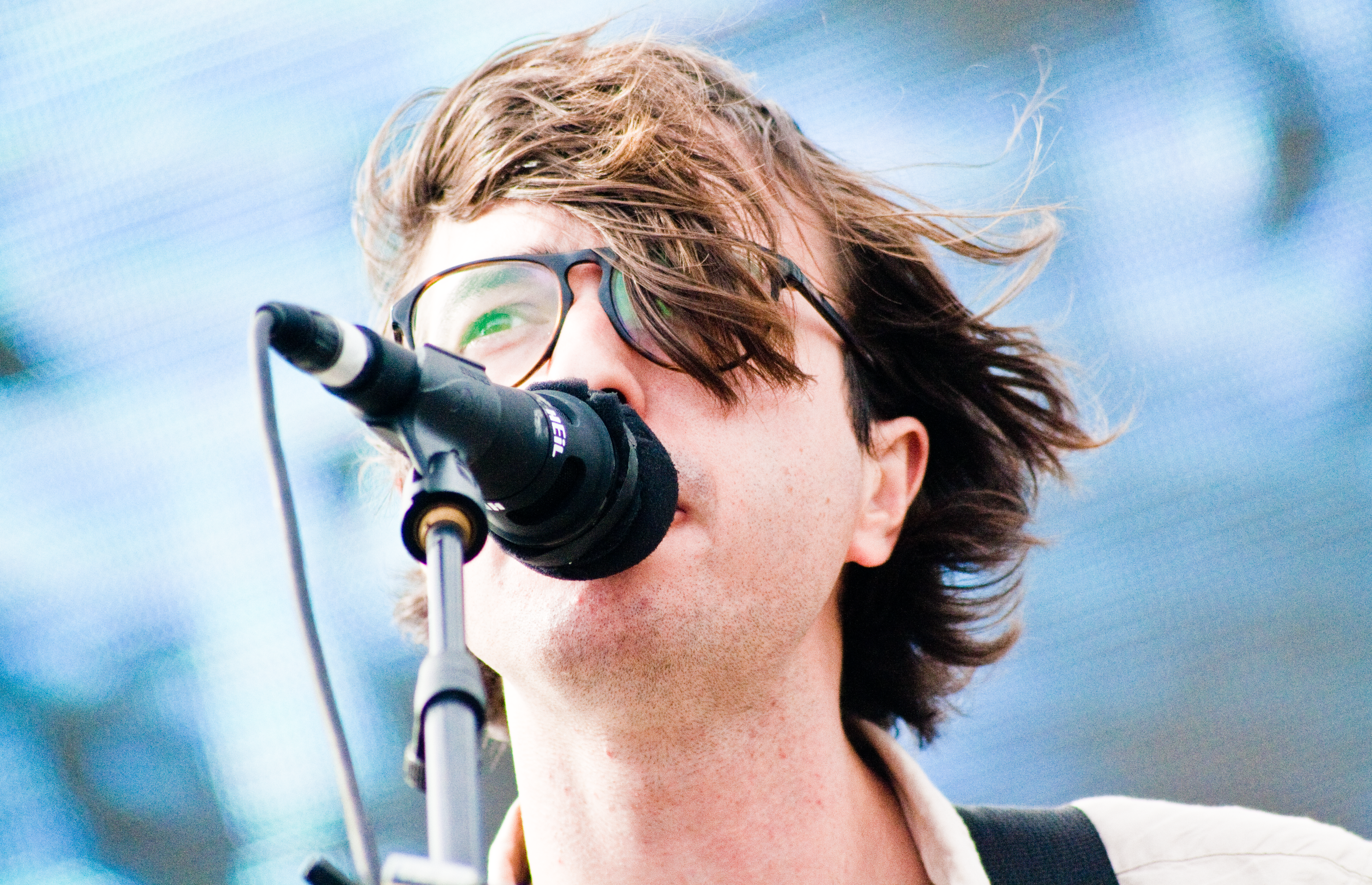
Martin Courtney (Real State)
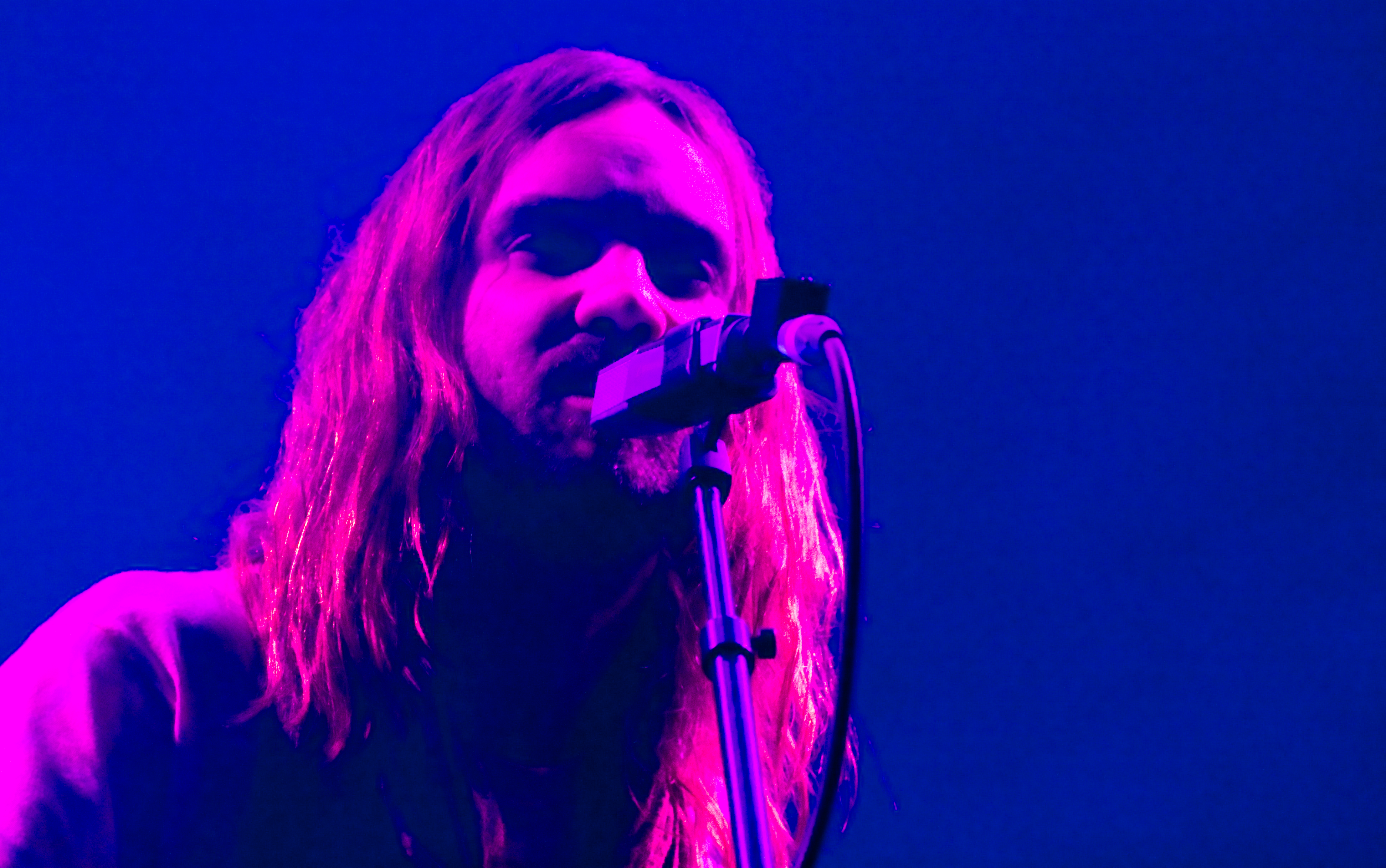
Kevin Parker (Tame Impala)
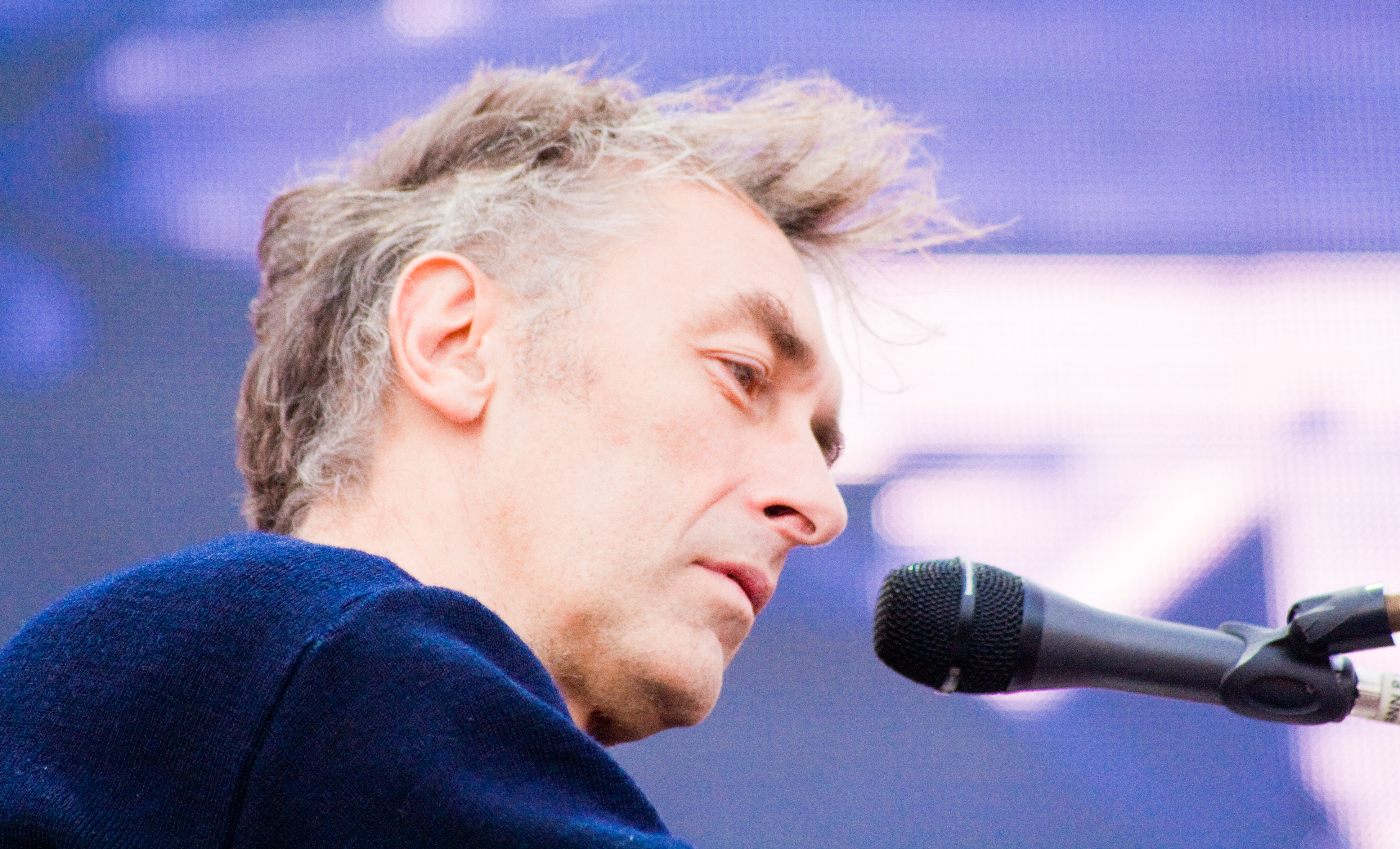
Yann Tiersen

### 2015
Espacio Broadway, sábado 14 de noviembre. En esta edición, la principal atracción del festival fue la banda australiana Empire of the Sun, confirmada oficialmente el 5 de julio de 2015. El festival tuvo por primera vez en su historia los conocidos sideshows o eventos paralelos al festival. El primero de ellos fue anunciado el 30 de septiembre y en él  participaron Empire of the Sun, Felix da Housecat y Claptone en un evento realizado el 12 de noviembre en el Teatro La Cúpula.
En esta edición, se implementó una nueva forma de pago llamado Chauchera Electrónica que consiste en que el espectador debe acercarse a un punto de carga para entregar su dinero en efectivo o tarjeta de crédito para que luego se le dé una pulsera con un código el cual, al ser escaneado en algún puesto de comida, mostrará cuanto dinero cargó el usuario, dejando atrás el medio de pago común que tenía el festival.
Fueron alrededor de 15.000 asistentes siendo un récord de público para el festival.
| Morrissey             | Simian Mobile Disco | Felix da Housecat              | Moodymann        |
| Empire of the Sun     | Rhye                | Phonique                       | John Talabot     |
| The Cardigans         | Mac DeMarco         | Francesca Lombardo             | Pantha du Prince |
| Explosions in the Sky | Wild Nothing        | Vicente Sanfuentes             | Alejandro Paz    |
| Miami Horror          | Diiv                | Fernanda Arrau                 | Jackmaster       |
| Inky                  | Föllakzoid          | Matias Rivera & Daniel Klasuer | Vaskular         |
|                       |                     | New Layer                      | Horse Meat Disco |
|                       |                     |                                | Clip!            |
|                       |                     |                                | Valesuchi        |

### 2016
La edición 2016 trajo consigo una variedad de modificaciones. El evento fue rebautizado como Fauna Primavera y se realizó en nuevos escenarios: en el Espacio Centenario (día), ubicado en avenida Las Condes y en el Espacio Riesco (noche), en la comuna de Huechuraba. 
El día 9 de agosto se confirmó el cartel del festival con Air, Primal Scream, Roisin Murphy, Courtney Barnett, Tiga, Camila Moreno, Kurt Vile and the Violators, Edward Sharpe and the Magnetic Zeros y The Brian Jonestown Massacre, entre otros.
| Air                                  | Primal Scream                | Underground Resistance |
| Edward Sharpe and the Magnetic Zeros | The Brian Jonestown Massacre | Trax Records Showcase  |
| Courtney Barnett                     | Kurt Vile and the Violators  | Larry Gus              |
| Camila Moreno                        | La Femme                     | Mitú                   |
| Ballantine's Records                 |                              | Luisa Puterman         |
|                                      |                              | Com Truise             |
|                                      |                              | Lia Nadja              |
|                                      |                              | Los Barbara Blade      |
|                                      |                              | AyeAye                 |
|                                      |                              | Bob                    |

| Ellen Allien  | Roman & Castro        |
| Tiga          | Andrea Paz            |
| Matanza       | Trax Records Showcase |
| Róisín Murphy | Fantasna              |
| Eggglub       | Guerra                |
|               | Mas569 & Aurelius98   |

### 2017
Espacio Broadway, 11 de noviembre. El 31 de julio, Fauna Producciones confirmó el cartel oficial del festival con Phoenix e Iggy Azalea como cabeceras y el 23 de agosto fue confirmada la participación del grupo estadounidense de indie rock, Yo La Tengo; finalmente, el 5 de septiembre el festival anunció al dúo británico cantante AlunaGeorge como últimos participantes.
| Phoenix       | Yo La Tengo      | Discwoman                    | Claptone        |
| Iggy Azalea   | The Black Angels | Matias Aguayo & The Desmonas | DJ Koze         |
| Daughter      | Seu Jorge        | DaM-FunK                     | Roman & Castro  |
| AlunaGeorge   | Whitney          | Nova Materia                 | Kamila Govorčin |
| Neon Indian   | Homeshake        | White Sample                 | Nabucodonosor   |
| Miss Garrison | Planeta No       | Algodón Egipcio              | Elias Deepman   |
|               |                  | DJ Atenea                    |                 |

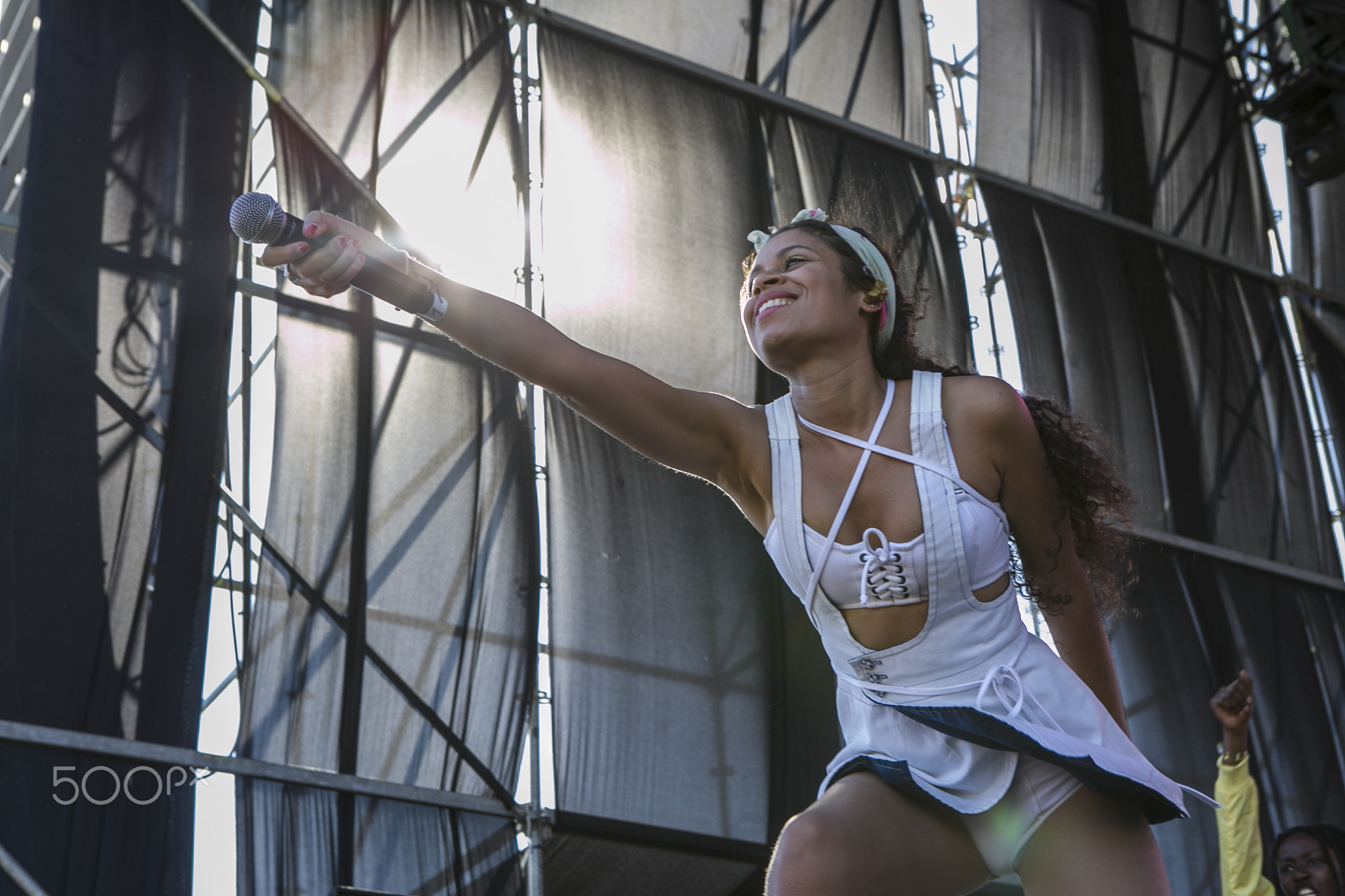
AlunaGeorge
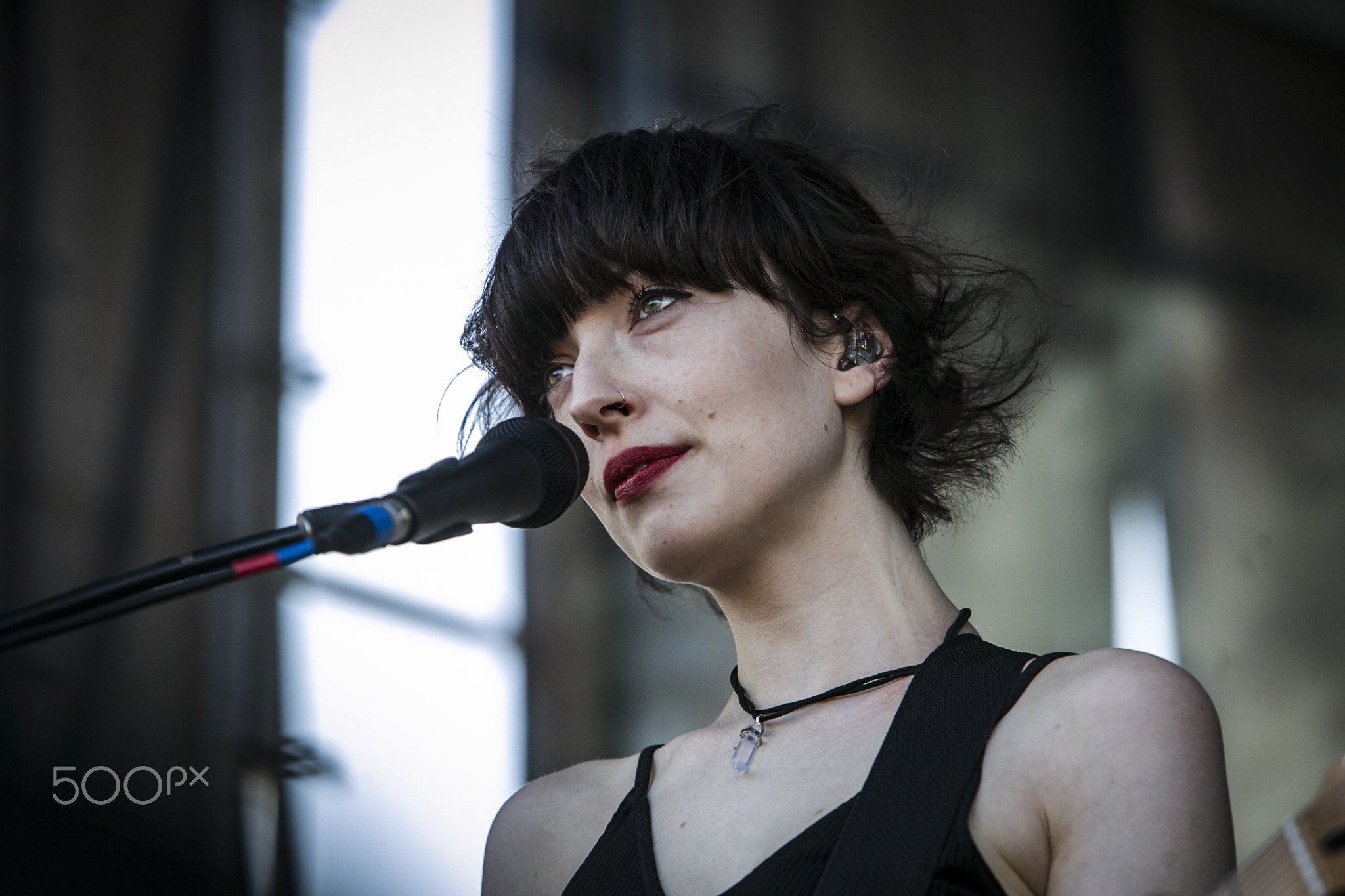
Daughter
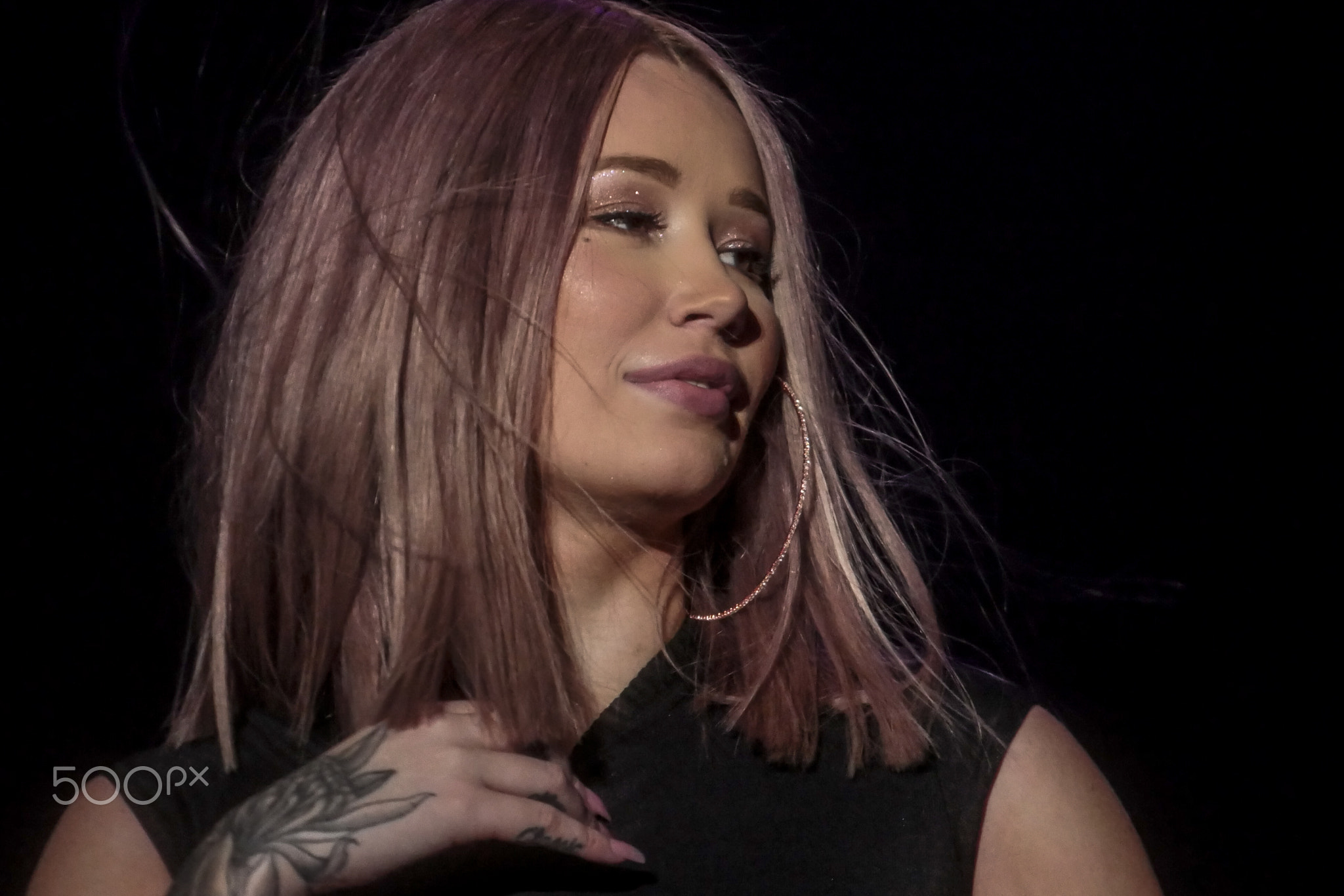
Iggy Azalea
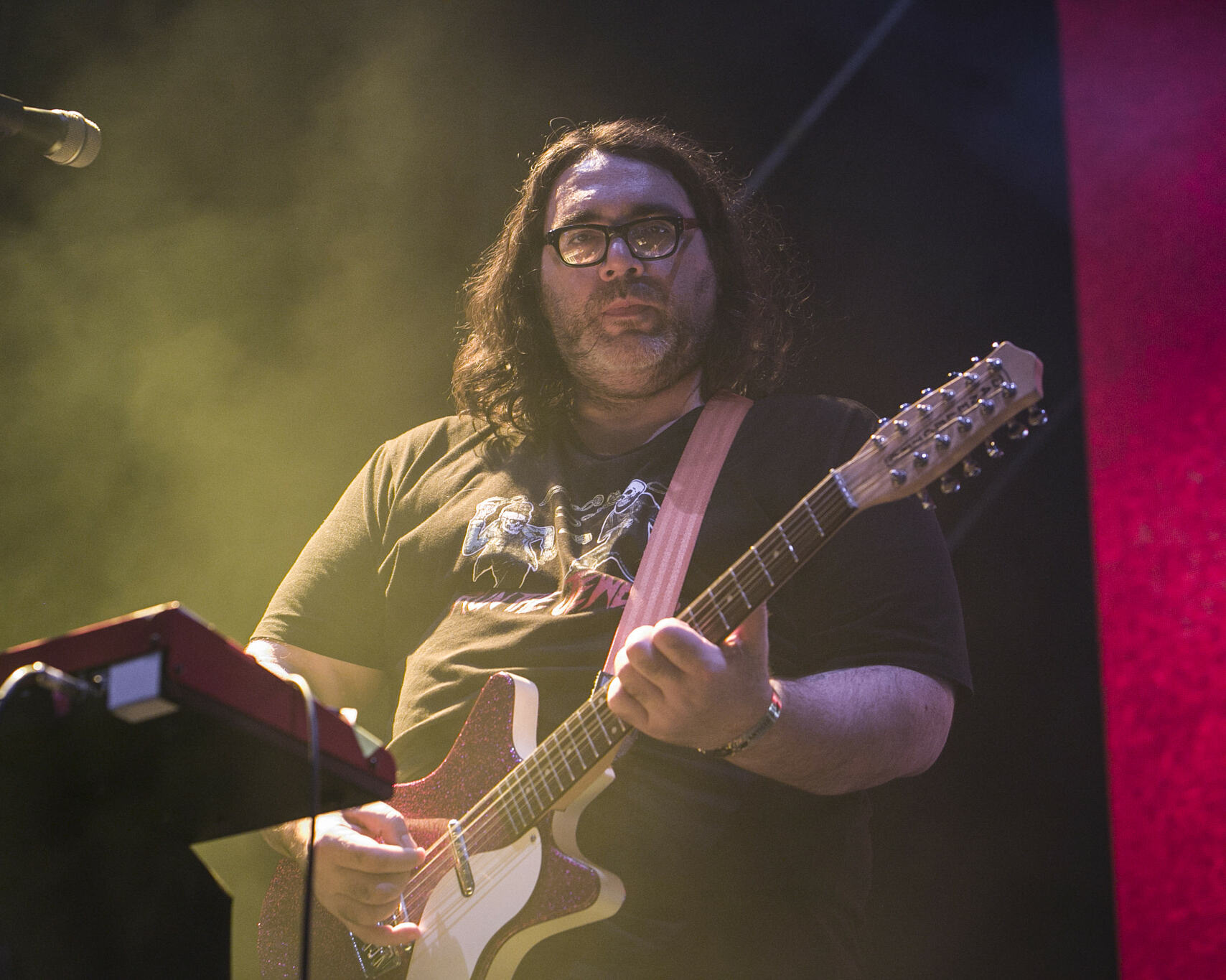
James McNew (Yo La Tengo)

### 2018
Espacio Broadway, 10 de noviembre. El 14 de mayo, Fauna Producciones confirmó las primeras dos bandas que estarían en el festival: At The Drive-In y Death Cab For Cutie. Semanas previas al festival se confirmó que Cuco canceló toda su gira y en su lugar fue reemplazado por Gianluca. El festival finalmente tuvo alrededor de diez mil espectadores.
| Lorde               | MGMT            | Egyptian Lover       | Nina Kraviz      |
| Death Cab for Cutie | At the Drive-In | Dengue Dengue Dengue | Paul Kalkbrenner |
| Javiera Mena        | Built to Spill  | Rubio                | Raw C            |
| Warpaint            | Connan Mockasin | Nathy Peluso         | Der Nautilus     |
| Playa Gótica        | Barbagallo      | Bronko Yotte         | Aristidez        |
|                     |                 | Selvagem             | Fernanda Arrau   |
|                     |                 | Gus Dapperton        | Gattoni          |
|                     |                 | Gianluca             |                  |
|                     |                 | IARAHEI              |                  |

### 2019
Espacio Broadway, programa para sábado 9 de noviembre pero cancelada a tres meses del evento. El 22 de mayo la productora anunció que el festival se realizaría una vez más en el país con una rebaja en el precio de los tickets y de paso anunció a su primer confirmado, The Whitest Boy Alive. Horas después se informó que el festival publicaría a los artistas del lineup por separado anunciando un par de artistas por semana. Posteriormente se confirman otros tres nombres que son Richie Hawtin, Khruangbin, Boy Pablo, Charlotte de Witte, BadBadNotGood, Little Simz y Hot Chip.
El 26 de junio, la producción confirmó que habrá un nuevo escenario en las piscinas del Espacio Broadway el cual sería electrónico acompañado de la producción Boiler Room, el cual tendrá transmisión internacional durante seis horas vía streaming.
El 30 de julio se comunicó que la versión 2019 había sido cancelada debido a la imposibilidad de encontrar un artista cabeza de cartel.

### 2022
El festival Fauna Primavera 2022 tuvo lugar en el Movistar Arena los días 6, 7 y 8 de diciembre. Sin embargo, a diferencia de ediciones anteriores, este festival se vio enfrentado a varios desafíos y complicaciones. Aunque se esperaba una mayor asistencia, el evento finalmente contó con alrededor de cinco mil espectadores.
Una de las principales dificultades del festival fue la cancelación de varias presentaciones por parte de diferentes artistas. Entre ellos se encontraban Devendra Banhart, Belle and Sebastian, Princess Nokia, Telescopios, Lucy Dacus, entre otros. Esta diversa cantidad de cancelaciones fue uno de los aspectos que hizo que el festival fuera considerado uno de los más complicados hasta la fecha.
Es importante destacar que Devendra Banhart logró reagendar su concierto como un side-show del festival para el 21 de marzo de 2023, lo cual brindó una oportunidad adicional para que los fanáticos disfrutaran de su música.
Antes del festival principal en el Movistar Arena, la banda británica Hot Chip realizó el "Opening Act" del evento el día 5 de noviembre en el teatro Caupolicán. Esta presentación previa sirvió como una especie de apertura para el festival, brindando a los fanáticos una oportunidad única de disfrutar de su música antes de los conciertos principales en el Movistar Arena.
A pesar de las dificultades y las cancelaciones, el festival Fauna Primavera 2022 ofreció una selección de artistas y géneros musicales variados para los asistentes que pudieron disfrutar de los conciertos que se llevaron a cabo, aunque en una escala menor a la esperada inicialmente.
| The Magnetic Fields |
| Rosario Alfonso     |

| Fleet Foxes | Crumb             |
| Alvvays     | Yorka             |
| Snail Mail  | The Cruel Visions |

| The Blaze  | Ms Nina         | Fantastic Negrito         | Hercules & Love Affair |
| Chet Faker | La Zowi         | Friolento                 | Aeróbica               |
| Metronomy  | Tomasa Del Real | Bandas Concurso Patagonia | Cashu                  |
| !!!        | Princesa Alba   |                           | Valentina Luz          |
|            | Soulfía         |                           | Fantasna               |
|            | Dindi Jane      |                           | Paurro                 |
|            |                 |                           | Valeotro B2B Saulo     |

### 2023
Fauna Primavera 2023 celebró la 10° versión del festival, siendo la más grande hasta la fecha en nivel de artistas, audiencia e infraestructura. El festival se llevó a cabo en el parque Ciudad Empresarial de Huechuraba, cuyos artistas principales fueron Blur y Pulp. Fauna Primavera ofreció una experiencia memorable y cómoda para las 30 000 personas asistentes.
| Blur     | Róisín Murphy |
| Warpaint | Weyes Blood   |
| Rubio    | Andrés Nusser |

| Pulp               | WhoMadeWho              |
| Babasónicos        | The Blessed Madonna     |
| Molchat Doma       | FKJ                     |
| Bandalos Chinos    | Nick Hakim              |
| Hermanos Gutierrez | Cómo Asesinar a Felipes |

### 2024
| the Smashing Pumpkins | Air                |
| Jerry Cantrell        | Lianne La Havas    |
| Usted Señalemelo      | Francisco Victoria |
| Chini.png             |                    |

| Franz Ferdinand   | Boy Harsher        |
| The Kooks         | Dënver             |
| Dinosaur Jr.      | Sofia Kourtersis   |
| The Magic Numbers | Nation of Language |
| Las Ligas Menores | Estoy Bien         |